# Scandolara Ripa d’Oglio
Scandolara Ripa d’Oglio (lombardul: Scandulèra Rìa d'Ói) település Olaszországban, Lombardia régióban, Cremona megyében. Lakosainak száma 514 fő (2023. január 1.). Scandolara Ripa d’Oglio Alfianello, Gabbioneta-Binanuova, Grontardo, Seniga és Corte de’ Frati községekkel határos.

## Népesség
A település lakossága az elmúlt években az alábbi módon változott:
| Lakosok száma | 606  | 572  | 543  | 514  |
|               | 2013 | 2017 | 2018 | 2023 |